# 万寿寺 (增城)
万寿寺位于广州市增城区荔城镇凤凰山，是一座佛教寺庙，始建于北宋嘉佑年间(公元1056-1063年)，由僧人鉴圆和尚首创，原名法空寺，后为祝延圣寿的场所，故改名为万寿寺。1989年6月29日被列入第三批广东省文物保护单位。
现存的万寿寺是中国建筑从宋元向清代过渡的代表作，同类的建筑在广东地区已不多见，具有极高的历史价值、艺术价值和科学研究价值。1960年，广东省文化厅曾拨款对大殿进行全面修缮。